# 聯合重工
联合重工（OMZ，Uralmash-Izhora集团，全名“联合机械制造厂开放式股份公司（Uralmash-Izhora集团）”）是俄罗斯重型机械工程领域最大的工业控股公司之一。总部设在莫斯科。
它为核电工业、石化综合设施、采矿设备、特种钢制品等产业生产设备。是俄罗斯和独联体国家唯一一家采用VVER-1000和VVER-1200反应堆的核电厂的箱式设备生产商。它还为石化行业生产大吨位设备，是世界领先的大型和超大型产品制造商之一，这些产品由传统能源和核能，冶金和石化工程专用钢制成，以及军用工业综合体，电动挖掘机制造商。

## 资料来源
1. ↑  Росатом до 2014 года вложит в создание производства корпусов для реакторов на ПЗМ 80 млн евро （页面存档备份，存于） // РИА Новости, 4 марта 2011 г.
2. ↑  Heavy Manufacturing of Power Plants （页面存档备份，存于） // World Nuclear Association, May 2011